# Phebe Naomi Watson
Phebe Naomi Watson, MBE' (* 23. Mai 1876 in Adelaide, Australien; † 19. September 1964 in Glengowrie, Australien) war eine australische Pädagogin und Lehrerausbilderin. Sie war die erste Präsidentin der 1936 gegründeten South Australian Women Teachers Guild.

## Leben und Werk
Watson war die Tochter von Edward Watson und seiner Frau Sarah Ann, geborene Goldsmith. Sie wurde an einer Privatschule unterrichtet und dann an der Grote Street Public School eingeschrieben, um an der Monitorprüfung teilzunehmen, um Zugang zum Bildungsministerium zu erhalten. Sie besuchte 1896 für einen einjährigen Kurs am Training College und unterrichtete kurz in Quorn, dann in Mitcham und Woodville. 1902 begann sie als Assistentin an der Grote Street Public School mit der Ausbildung von Lehrern und wurde 1908 Assistentin an der Observation School. Sie wurde 1916 zur Schulleiterin der Country School ernannt und übernahm 1921 die volle Verantwortung für die Ausbildung von Landlehrern.

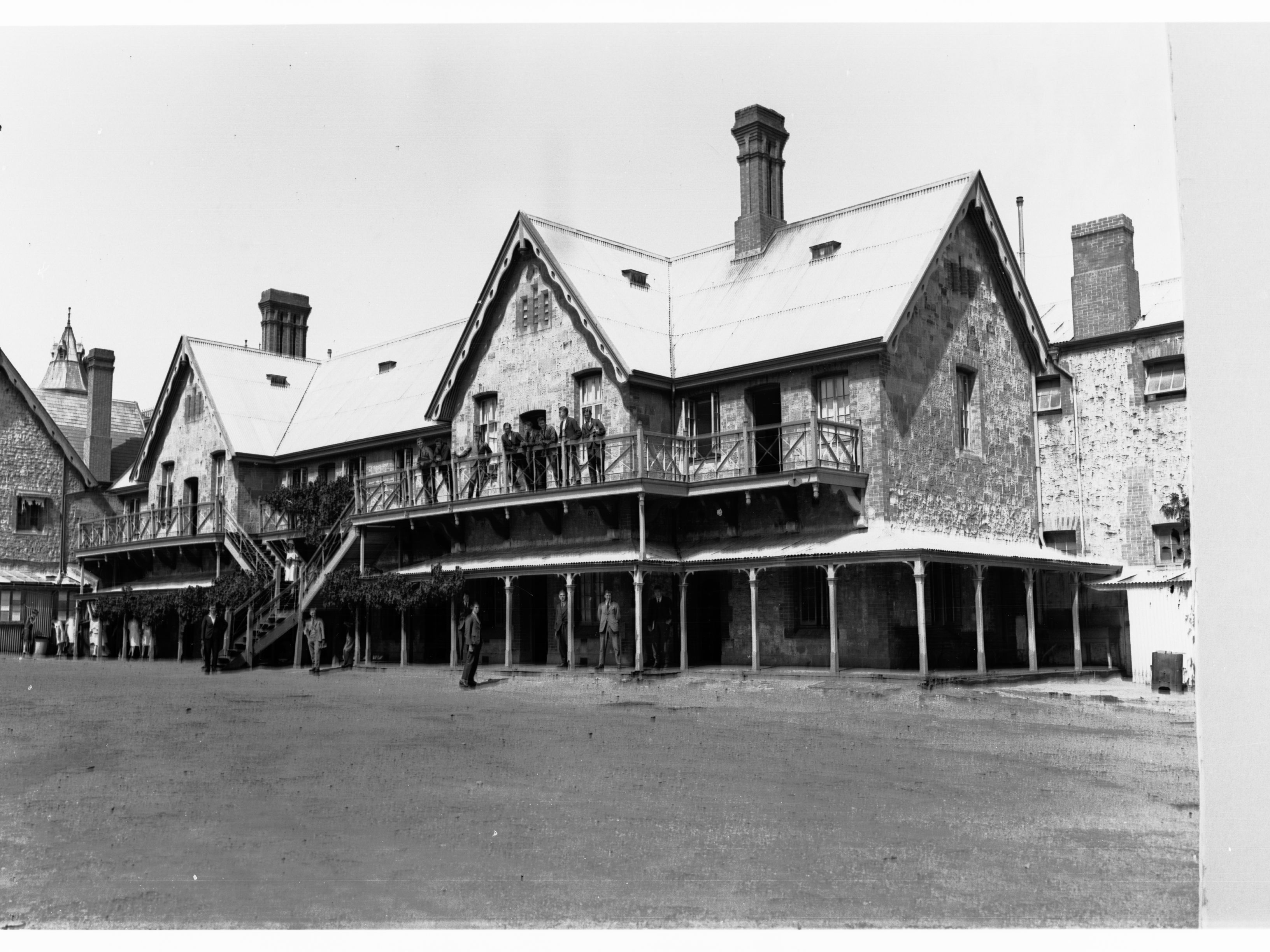
Das Adelaide Teachers College wurde im Januar 1921 gegründet und war bis Mai 1927 in der ehemaligen Kaserne der berittenen Polizei untergebracht, als das neue Gebäude des Adelaide Teachers College in der Kintore Avenue eröffnet wurde. Noch am selben Tag wurde eine Aufnahme des fast fertiggestellten Ersatzneubaus gemacht

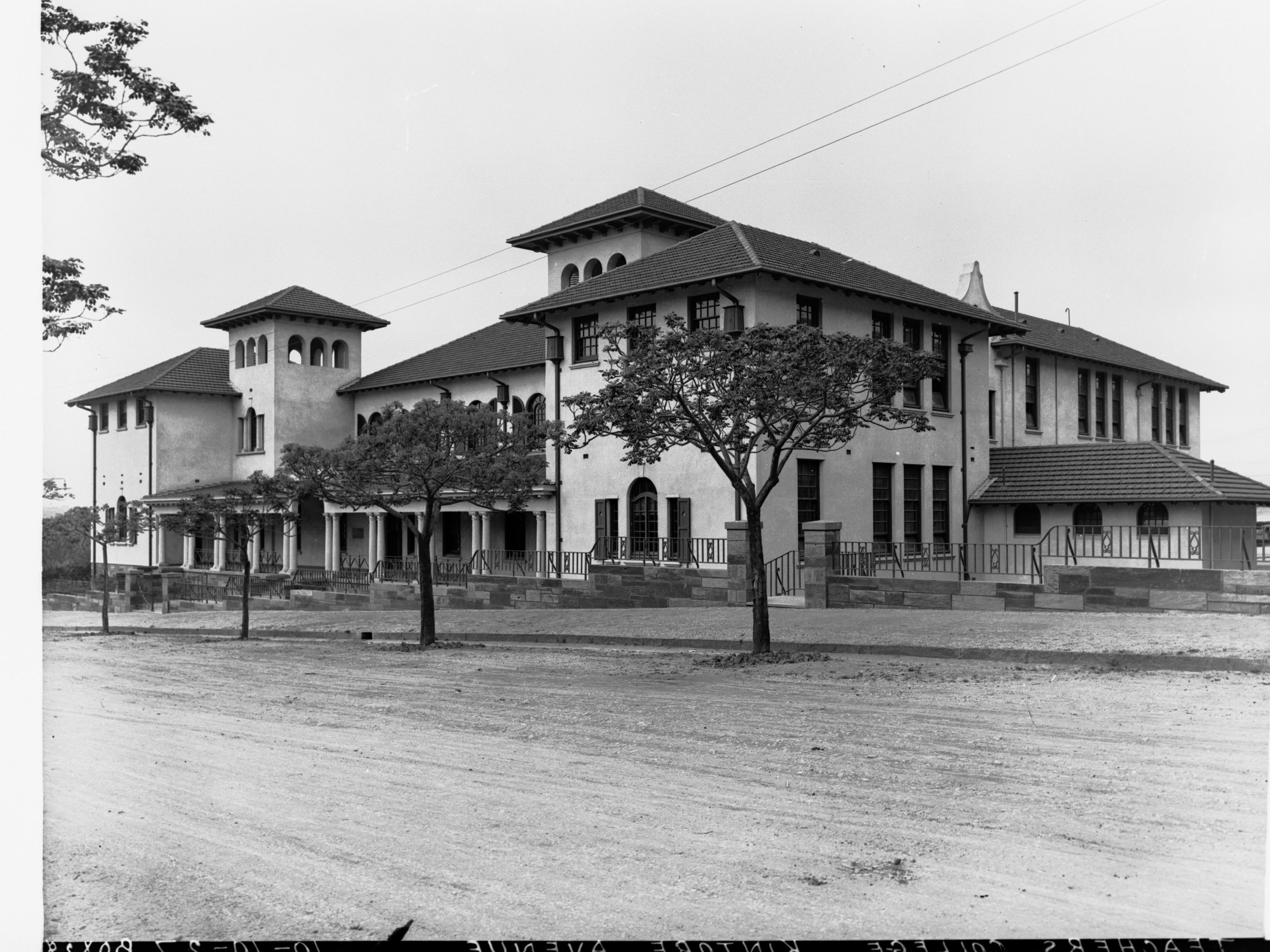
Das Teachers' College im spanischen Missionsstil wurde im Mai 1927 eröffnet. Es war der erste Zweckbau des Adelaide Teachers College. Es wurde nach John Hartley, dem ersten Schulinspektor Südaustraliens, benannt

In den Jahren von 1923 bis 1936 wurde Watson von einer Dozentin zum Senior Lecturer am Adelaide Teachers' College befördert. Als Frauenaufseherin befasste sie sich ab 1926 mit moralischen Fragen junger Menschen. Sie nutzte ihre Erkenntnisse, die sie 1937 vor der Anhörung des Arbeitsgerichts zu geplanten Gehaltskürzungen vorlegte, und bescheinigte die schlechten Lebensbedingungen junger Lehrerinnen in Outback-Schulen.

## Tätigkeiten in der South Australian Women Teachers Guild und anderen Organisationen
Watson und ihre lebenslange Freundin Adelaide Miethke waren jeweils Sekretärin und Präsidentin der Women Teachers' League, einer Tochtergesellschaft der South Australian Public School Teachers' Union. Verärgert über das Versäumnis der Organisation, eine angemessene Wiederherstellung der Gehälter für Lehrerinnen zu erreichen, gründeten 1936 sechshundert der tausend weiblichen Mitglieder der Gewerkschaft die South Australian Women Teachers 'Guild und Watson war ihre erste Präsidentin.
Sie war von 1925 bis 1935 Schatzmeisterin des National Council of Women of South Australia, anschließend bis 1937 Sekretärin und bis 1941 Vizepräsidentin. Sie war ehrenamtliche Sekretärin des Women’s Centenary Council of South Australia und 1936 eine von fünf Verfasserinnen von A Book of South Australia: Women in the First 100 Years .
Während des Ersten Weltkriegs war sie Sekretärin des South Australian Children’s Patriotic Fund. Sie war von 1930 bis 1937 Redakteurin der Children’s Hour für das Bildungsministerium und Vorstandsmitglied und Dozentin für Kunst und Literatur für die Young Women’s Christian Association. Als Kommissarin der Girl Guides' Association hatte sie 1925 eine Guide Company am Lehrerkollegium gegründet und war 1945 mit der Ausbildung von Guides für die Flüchtlingsarbeit in Europa beschäftigt. Sie war auch Gründerin und Präsidentin des Adelaide Women’s Club.
Während des Zweiten Weltkriegs war sie Organisatorin der Women’s Voluntary Services in South Australia und des Women’s Voluntary National Register. 1946 zog sie nach Melbourne, wo sie in Brighton Beach lebte, und kehrte fast erblindet um 1960 nach Adelaide zurück. Sie starb am 19. September 1964 in Glengowrie.

## Auszeichnungen
- 1912: Mitglied des Order of the British Empire (MBE)[3]